# Prolacurbs singularis
Prolacurbs singularis is een hooiwagen uit de familie Biantidae.